# نقل الدم داخل الرحم
نقل الدم داخل الرحم هو إجراء يوفر دمًا للجنين، غالبًا من خلال الحبل السري. تُستَخدَم هذه الوسيلة في حالات فقر الدم الجنيني الحاد، كما في حالة تخرب خلايا الدم الحمراء الجنينية بواسطة الأجسام المضادة الأموية. يقوم الأطباء بهذا الإجراء في الفترة المحيطة بالولادة في مستشفيات أو مراكز متخصصة.

## نبذة تاريخية
وضع الطبيب ويليام ليلي تقنية نقل الدم داخل الرحم في عام 1963. تضمنت عمليات نقل الدم داخل الرحم الأولى نقل الدم عبر الصفاق الجنيني (البطن). بعد نحو 20 عامًا، تحسّن الإجراء ليُنقَل الدم عبر الوريد السري، وهذا سمح بامتصاص أفضل لخلايا الدم الحمراء.

## دواعي الاستخدام

### داء انحلال الدم في الجنين والأطفال حديثي الولادة
داء انحلال الدم في الجنين والأطفال حديثي الولادة (أو انحلال الدم الوليدي)، هو حالة نادرة تصيب 3 إلى 80 شخص من أصل 100000 مريض سنويًا. يحدث ذلك عندما تعبر الأجسام المضادة الأموية المشيمة أثناء الحمل وتدمر خلايا الدم الحمراء للجنين. يمكن أن تؤدي هذه العملية إلى فقر دم جنيني، وفي الحالات الشديدة يمكن أن تتطور إلى الاستسقاء الجنيني والحبن وفشل القلب والموت.
لكي يحدث انحلال الدم الوليدي، يجب أن يكون الجنين موجبًا للمستضد (موروثًا من الأب)، ويجب أن يكون لدى الأم أجسام مضادة للمستضد المعطى. تتكون هذه الأجسام المضادة لدى الأم نتيجةً لعملية تدعى المناعية المتباينة، وهذا يحدث بعد حمل سابق أو عملية نقل دم سابقة. تاريخيًا، شكلت المناعة المتباينة للزمرة الدموية الريسوسية غالبية الحالات. ومع ذلك، انخفضت معدلات هذه الحالات بشكل كبير بعد إعطاء الأمهات الجلوبيولين المناعي  Rho(دي). لا تتوافر إجراءات للوقاية من عواقب المناعة المتباينة ضد المستضدات الأخرى التي قد تسبب انحلال الدم الوليدي أيضًا (مثل: كيل ودافي وعامل الريسوس سي وعامل الريسوس إي).
يُراقَب فقر الدم الجنيني طوال فترة الحمل باستخدام قياس دوبلر للسرعة الانقباضية القصوى للشريان الدماغي الأوسط. تُستَخدَم هذه التقنية غير الغازية كمقياس بديل لتقييم فقر الدم الجنيني. ترتبط مضاعفات دوبلر للقياسات المتوسطة التي تتجاوز 1.5 بفقر الدم المتوسط إلى الشديد. عند هذه النقطة، يتوجه الأطباء إلى إجراء اختبار جراحي عن طريق أخذ عينات من دم الحبل السري عن طريق الجلد، ومن المحتمل أن يتبعه نقل الدم إلى الجنين.

## المخاطر المصاحبة
يُجرَى نقل الدم داخل الرحم فقط عندما يكون الجنين مصابًا بفقر الدم المهدد للحياة. قد تشمل مخاطر عمليات نقل الدم داخل الرحم ما يلي: الإنتان داخل الرحم وإصابة الجنين بالإنتان والمخاض الباكر والنزيف المفرط واختلاط دم الأم والجنين وتسرب السائل الأمنيوسي من الرحم ونادرًا موت الجنين. معدلات بقاء الجنين بعد نقل الدم داخل الحبل السري هي أكثر من 90٪ للأجنة غير المصابة بالاستسقاء ونحو 75٪ للأجنة المصابة بالاستسقاء.[بحاجة لمصدر]
شملت إحدى الدراسات 135 عملية نقل دم داخل الرحم أُجريت على 56 جنينًا على مدى 14 عامًا. كانت 121 (90٪) من الإجراءات خالية من أي الأحداث. حدثت في 14 حالة (أي 10٪) أحداث سلبية خفيفة. كانت أكثر الأحداث الخفيفة شيوعًا هي النزف لفترات طويلة من موقع البزل وتقلصات الرحم. في حالتين، أدى ذلك إلى أحداث سلبية شديدة، وهي: عملية قيصرية طارئة في غضون 24 ساعة بعد نقل الدم داخل الرحم والولادة قبل الأوان في غضون 7 أيام بعد نقل الدم داخل الرحم. لم تُسجَّل حالات وفاة للأجنة أو حديثي الولادة في عينة الدراسة.
يمكن تجنب المخاطر المرتبطة بنقل الدم داخل الرحم عن طريق توليد الجنين (عن طريق تحريض المخاض أو العملية القيصرية) إذا وصل الجنين إلى عمر حمل مقبول. بعد الولادة، ستحتاج غالبية الولادات إلى العلاج بالضوء ونقل الدم و/ أو تبديل الدم.